# Tanja Poutiainenová
Tanja Poutiainenová (* 6. dubna 1980 Rovaniemi) je bývalá finská alpská lyžařka, jejímž největším úspěchem byl zisk stříbrné medaile v obřím slalomu ze Zimních olympijských her v roce 2006.
V roce 1997, kdy se Poutiainenová stala juniorskou mistryní světa ve slalomu a byla třetí v Super-G, debutovala v Světovém poháru v alpském lyžování. Roku 1999 se na juniorském mistrovství světa v obřím slalomu umístila na třetím místě. Na závodě Světového poháru v Sestriere jako první Finka vystoupila na stupně vítězů, když dojela v závodě Super-G na druhém místě. Poprvé vyhrála závod světového poháru v roce 2002, a to na slalomové trati ve finském Levi.
V sezóně 2004/2005 vyhrála Světový pohár jak ve slalomu, tak obřím slalomu. Na MS 2005 získala dvě stříbrné medaile. V obřím slalomu ji porazila Švédka Anja Pärsonová a v slalomu Chorvatka Janica Kostelićová.
V letech 2004, 2005 a 2006 se stala Finskou sportovkyní roku.
Trenérem Tanji Poutiainenové byl v roce 2007 Michael Bont. Žije ve švýcarském St. Gallenu.

## Sportovní úspěchy

### Olympijské hry
| Olympiáda           | Místo       | Datum         | Disciplína  | Výsledek  |
| ------------------- | ----------- | ------------- | ----------- | --------- |
| Nagano 1998         | Nagano      | 19. únor 1998 | slalom      | 18. místo |
| Nagano 1998         | Nagano      | 20. únor 1998 | obří slalom | 26. místo |
| Salt Lake City 2002 | Deer Valley | 20. únor 2002 | slalom      | DNF2      |
| Salt Lake City 2002 | Park City   | 22. únor 2002 | obří slalom | 11. místo |
| Turyn 2006          | San Sicario | 22. únor 2006 | slalom      | 6. místo  |
| Turyn 2006          | San Sicario | 24. únor 2006 | obří slalom | 2. místo  |

### Mistrovství světa
- 1997 Sestriere – 17. (slalom), DNF2 (obří slalom)
- 1999 Vail – 14. (obří slalom), 24. (slalom)
- 2001 St. Anton – 13. (obří slalom), DNF2 (slalom)
- 2003 St. Moritz – 10. (slalom), 23. (obří slalom)
- 2005 Bormio – 2. (obří slalom), 2. (slalom)
- 2007 Åre – 14. (slalom), 14. (obří slalom)
- 2009 Val d'Isere – 3. (obří slalom), 3. (slalom)

### Světový pohár

#### umístění v celkové klasifikaci
- 1997/1998 – 73.
- 1998/1999 – 95.
- 2000/2001 – 20.
- 2001/2002 – 12.
- 2002/2003 – 11.
- 2003/2004 – 9.
- 2004/2005 – 5.
- 2005/2006 – 12.
- 2006/2007 – 7.
- 2007/2008 – 8.
- 2008/2009 – 5.

#### Vítězství v závodech světového poháru
1. Levi – 28. únor 2004 (slalom)
2. Aspen – 26. listopad 2004 (obří slalom)
3. Aspen – 28. listopad 2004 (slalom)
4. Altenmarkt – 12. prosinec 2004 (slalom)
5. Záhřeb – 20. leden 2005 (slalom)
6. Zwiesel – 10. března 2007 (obří slalom)
7. Záhřeb – 15. únor 2008 (slalom)
8. La Molina – 13. prosinec 2008 (obří slalom)
9. Sölden – 24. říjen 2009 (obří slalom)

- 9 vítězství (5 slalom a 4 obří slalom)